# 23
| 23                 |
| ------------------ |
| Dødsfald - Fødsler |
|                    |

| Gregoriansk kalender | 23 XXIII                |
| Ab urbe condita      | 776                     |
| Armensk kalender     | I/T                     |
| Kinesiske kalender   | 2719 – 2720 壬午 – 癸未 |
| Etiopisk kalender    | 15 – 16                 |
| Jødisk kalender      | 3783 – 3784             |
| Hindukalendere       |                         |
| - Vikram Samvat      | 78 – 79                 |
| - Shaka Samvat       | N/A                     |
| - Kali Yuga          | 3124 – 3125             |
| Iransk kalender      | 599 BP – 598 BP         |
| Islamisk kalender    | 618 BH – 617 BH         |

Se også 23 (tal)

## Født
- Plinius den ældre, romersk forsker og forfatter (død 79).

## Dødsfald
- 6. oktober – Wang Mang, kinesisk kejser i Xin-dynastiet (født ca. 45 f.Kr.).